# Нестор Гільєн
Нестор Гільєн Олмос (ісп. Néstor Guillén Olmos; 1890—1966) — болівійський правознавець та політичний діяч, обіймав посаду президента країни упродовж майже чотирьох тижнів 1946 року.

## Біографія
Народився в Ла-Пасі, вивчав право, став другою особою в Апеляційному суді рідного міста.
Займав пост президента Болівії упродовж 27 днів у липні-серпні 1946 року після усунення від влади та убивства президента Гвальберто Вільярроеля (1943—1946). Президентом мав бути призначений голова Апеляційного суду Томас Монхе, але на той час він був хворим, тому Гільєну довелось заміщати його і на посту голови держави. За чотири тижні Монхе склав присягу як новий президент.
Нестор Гільєн повернувся до своєї судової діяльності й помер 1966 року.